# Giovanni Andrea Serrao
Giovanni Andrea Serrao (Castel Monardo, 4 febbraio 1731 – Potenza, 24 febbraio 1799) è stato un vescovo cattolico italiano, eminente intellettuale ed esponente della Repubblica Napoletana del 1799.

## Biografia
Giovanni Andrea Serrao nacque a Castel Monardo da don Bruno, dei baroni Serrao del Vescovo, patrizi di Filadelfia e da donna Giuditta Feroce, uno fra sette fratelli. Studiò dapprima a Castel Monardo, poi nel seminario di Mileto e, dopo, con il fratello Elia a Roma per completarvi gli studi. Si trasferì, poi, a Napoli, dove strinse amicizia con Antonio Genovesi, Nicola Palomba, Domenico Cirillo, Mario Pagano e Domenico Forges Davanzati.
Tra il 1758 e il 1788 abbracciò la dottrina giansenista (condannata come eretica dalla Chiesa nel 1641) e scrisse diverse opere in latino, in cui sosteneva la concezione democratica dello Stato ed avversava la Curia Romana.
Dopo un anno di dure polemiche, venne nominato vescovo di Potenza il 18 luglio 1783; mentre era a Roma in attesa di prendere possesso della diocesi, gli giunse notizia del terremoto del 28 marzo 1783, che aveva distrutto, oltre ad altri centri della Calabria, il suo paese natale. Egli, seppur fisicamente debilitato da una caduta, esortò i concittadini ad abbandonare il vecchio sito del paese ormai distrutto e a fondare la nuova dimora sul sito denominato piano della Gorna. Elaborò la pianta della nuova città, abbozzata dal fratello Francescantonio e dispose che nella piazza centrale si erigesse, a spese della sua famiglia, il Pubblico Sedile, suggerendo per la costruenda città il nome di Filadelfia ed ottenendo per essa re Ferdinando IV il titolo di città. La nuova città di Filadelfia si segnala per l'impostazione architettonica improntata alla simbologia democratica delle logge massoniche del tempoː ad esempio, la chiesa di S. Maria del Carmine ha l'ingresso principale situato sul retro della piazza centrale, a voler significare la non ingerenza del potere ecclesiastico nella vita sociale e civile.
Prese parte attiva alla Repubblica Napoletana del 1799, auspicando l'erezione dell'albero della libertà nella sua sede vescovile, Potenza, dove venne assassinato il 24 febbraio 1799 da cittadini realisti ed antifrancesi vicini al cardinale Ruffo che, tagliatogli il capo, lo infissero su un alto palo (volendo evidentemente schernire la sua erezione degli "alberi della libertà" nella città) e lo portarono in corteo per le vie della stessa.

## Opere
- De Nicolao Fraggiannio commentarius, Bari, 1756.
- De vita et scriptis Jani Vincentii Gravinae commentarius, Romae, ex typographia de Rubeis apud Pantheon, 1758.
- De Sacris Scripturis liber qui est locorum moralium primus ad Nicolaum Fraggiannium Marchionem, Neapoli, ex typographia Simoniana, 1763.
- De claris catechistis ad Ferdinandum 4. Regem libri 3, Neapoli, ex Typographia Raymundiana, 1769.
- Apologeticus, Neapoli, ex typographia Raymundiana, 1771.
- Epistola ad Dominicum Alfenum Varium I. C., S.l., s.n., 1774.
- De rebus gestis Mariae Teresiae Austriacae ad Mariam Carolinam Neapolis et Siciliae reginam commentarius, Neapoli, Ex typographia Pergeriana, 1781.
- La prammatica sanzione di S. Luigi Re di Francia proposta ai riformatori dell'ecclesiastica disciplina lettera di un canonista a un ministro, s.l., s.n., 1788.
- Ragionamento dell'autorità degli arcivescovi del regno di Napoli di consacrare i vescovi, Napoli, s.n., 1788.

## Genealogia episcopale
La genealogia episcopale è:
- Cardinale Scipione Rebiba
- Cardinale Giulio Antonio Santori
- Cardinale Girolamo Bernerio, O.P.
- Arcivescovo Galeazzo Sanvitale
- Cardinale Ludovico Ludovisi
- Cardinale Luigi Caetani
- Cardinale Ulderico Carpegna
- Cardinale Paluzzo Paluzzi Altieri degli Albertoni
- Papa Benedetto XIII
- Papa Benedetto XIV
- Papa Clemente XIII
- Cardinale Marcantonio Colonna
- Cardinale Innocenzo Conti
- Vescovo Giovanni Andrea Serrao